# 소리담
소리담은 대한민국의 국악 그룹이다. 2018년 정규 앨범 《남도민요 1집》으로 데뷔했다.

## 음반
- 남도민요 1집 (2018)
- 남도민요 2집 (2019)